# Flurfördermittelschein
Der Flurfördermittelschein (Deutschland, umgangssprachlich Staplerschein genannt) oder der Führerausweis für Staplerfahrer (Schweiz, umgangssprachlich Staplerausweis) ist die Berechtigung zum betrieblichen Führen insbesondere von Gabelstaplern und anderen Flurförderzeugen nach nationalen oder branchenüblichen Vorschriften.

## Deutschland
Die Eignung zum Führen von Flurfördermitteln wird in Deutschland nach den Vorschriften DGUV Vorschrift 68 (vormals BGV D27) und DGUV Grundsatz 308-001 (vormals BGV bzw. BGG 925) geprüft und enthält eine theoretische und eine praktische Prüfung. Vor dem Einsatz im Betrieb kann außerdem die ärztliche G25-Untersuchung, wie bei Berufskraftfahrern, Berufen der Regelung und Steuerung etc. auch, zur Prüfung der körperlichen Eignung verlangt werden. Denn § 7 Abs. 1 DGUV Vorschrift 68 sagt aus „Der Unternehmer darf mit dem selbständigen Steuern von Flurförderzeugen … Personen nur beauftragen, die … (2) für diese Tätigkeit geeignet und ausgebildet sind.“ (siehe weiter unten) Somit liegt es allein in der Entscheidung des Unternehmers. Die Untersuchung G25 dient ihm dabei als Art medizinische Absicherung und zur Entscheidungsfindung.
Damit regelt die DGUV wer einen Auftrag zum Steuern von Flurförderzeugen erhalten darf:
- Mindestalter 18 Jahre

„(1) Der Unternehmer darf mit dem selbständigen Steuern von Flurförderzeugen mit Fahrersitz oder Fahrerstand Personen nur beauftragen, die mindestens 18 Jahre alt sind...“
- Ausbildung für diese Tätigkeit

„für diese Tätigkeit geeignet und ausgebildet sind…“
- Nachweis der Befähigung

„…ihre Befähigung nachgewiesen haben.“
„Fahrer von Flurförderzeugen sind für diese Tätigkeit ausgebildet und befähigt, wenn sie nach dem BG-Grundsatz „Ausbildung und Beauftragung der Fahrer von Flurförderzeugen mit Fahrersitz und Fahrerstand“ (BGG 925) geschult worden sind, eine Prüfung in Theorie und Praxis bestanden haben und darüber einen Nachweis vorlegen können.“
- Schriftliche Beauftragung

„Der Auftrag muss schriftlich erteilt werden.“…„(3) Versicherte dürfen Flurförderzeuge nur steuern, wenn sie vom Unternehmer hiermit beauftragt sind.“
- Persönliche Eignung des Beauftragten

„(2) Der Unternehmer darf mit dem Steuern von Mitgänger-Flurförderzeugen nur Personen beauftragen, die geeignet … sind“
- Unterweisung vor Ort

„...in der Handhabung unterwiesen sind.“
Die persönliche Eignung schließt ein gutes Seh- und Hörvermögen ein; außerdem darf kein Krankheitsleiden nach der Arbeitsmedizinischen Vorsorgeuntersuchung G25 vorliegen.
Für Altersbegrenzung gibt es eine Ausnahme im Falle der Ausbildung: „Das Steuern von Flurförderzeugen durch Jugendliche unter 18 Jahren zu berufsbildbezogenen Ausbildungszwecken unter Aufsicht gilt nicht als selbständiges Steuern. Unter Aufsicht bedeutet, dass seitens des Aufsicht führenden die jeweilige Arbeitsaufgabe beschrieben und vorgegeben sowie örtlich und zeitlich begrenzt wird. Der Aufsicht führende hat sich regelmäßig von der ordnungsgemäßen Durchführung des Auftrages zu vergewissern.“
Der Flurfördermittelschein kann an folgenden Stellen erworben werden:
- bei Prüfvereinen und Organisationen: DEKRA und TÜV
- bei zertifizierten IAG-Ausbildungsbetrieben
- bei freiberuflichen Ausbildern z. B. überbetrieblichen sicherheitstechnischen Diensten
- bei Unternehmen, die mit Gabelstaplern handeln oder sie vermieten

Für die Ausstellung des Ausweises wird ein Foto benötigt, beispielsweise ein Passfoto. Das Ablegen der Fahrprüfung dauert üblicherweise zwei Tage (16 Stunden) über ein Wochenende. Am ersten Tag erfolgt die theoretische Schulung mit einem Test. Am zweiten Tag erfolgt die Einweisung auf dem Gerät, eine Übungsphase unter individueller Anleitung und zum Abschluss die praktische Prüfung anhand standardisierter Aufgaben mit leeren Gitterboxen. Viele Betriebe verlangen, dass alle zwei Jahre eine Nachschulung erfolgt, die im Staplerschein vermerkt wird. Die Nachschulung kann bei jeder Organisation erfolgen, die auch zur Ausgabe des Flurfördermittelscheins berechtigt ist.

### Straßenverkehrsordnung
Der Flurfördermittelschein – im Allgemeinen auch als (Gabel)staplerschein bezeichnet, stellt keine Fahrerlaubnis im Sinne der Fahrerlaubnis-Verordnung dar. Der Gabelstapler fällt in die Führerscheinklasse L bzw. T. Der Gabelstapler muss entsprechend seiner Zulassung zum Straßenverkehr ausgerüstet sein. (u. a. Blinker und Spiegel; ab einer Geschwindigkeit von 25 km/h sind Luftreifen vorgeschrieben etc.)
Sonderregelungen bzw. Sondergenehmigungen sind lokal möglich. Solche Fälle sind beispielsweise, wenn der Ladebetrieb auf einer öffentlichen Straße direkt beim Unternehmen stattfindet, oder wenn der Staplerverkehr zwischen zwei nahe gelegenen Betriebsstätten eine öffentliche Straße benutzen muss. Solche Genehmigungen werden nur für einen eng definierten Bereich rund um den Betrieb erteilt.
Fahrer von Gabelstaplern in gewerblicher Nutzung brauchen in Deutschland aus Gründen der BG-Vorschriften immer den „Staplerschein“, egal ob im Straßenverkehr oder auf Privatgrund.

## Schweiz
In der Schweiz sind das Unfallversicherungsgesetz (UVG), das Arbeitsgesetz (ArG) und die Verordnung zur Verhütung von Unfällen und Berufskrankheiten (VUV) maßgebend. Fahren darf man nur mit einem Suva-anerkannten Führerausweis für Staplerfahrer. Anerkannt sind die Ausbildung durch das Militär und die Ausbildung durch die (interne) Suva-geprüfte Fahrschule.

## Österreich
In Österreich ist der Staplerschein offiziell als „Fachkenntnisnachweis gemäß § 6 Z 2 der Verordnung über die Fachkenntnisse für das Führen von Hubstaplern (FK-V)“ bekannt. Dieser Nachweis ist erforderlich, um Gabelstapler und andere Flurförderzeuge gemäß den nationalen Sicherheits- und Betriebsvorschriften führen zu dürfen. Die Regelungen stellen sicher, dass alle Staplerfahrer die notwendigen Kenntnisse und Fähigkeiten besitzen, um diese Fahrzeuge sicher zu bedienen. Wesentliche Aspekte des Fachkenntnisnachweises in Österreich:
Ausbildungseinrichtungen: Nur von der zuständigen Behörde ermächtigte Ausbildungseinrichtungen dürfen die entsprechenden Kurse anbieten und durchführen. Diese Einrichtungen müssen bestimmte Qualitätsstandards erfüllen und sind berechtigt, nach erfolgreichem Abschluss der Ausbildung den offiziellen Fachkenntnisnachweis auszustellen.
Ausbildungsinhalte und -umfang: Die Inhalte und die erforderliche Stundenanzahl der Ausbildung sind gesetzlich vorgeschrieben. Die Ausbildung umfasst sowohl theoretische als auch praktische Teile. Thematisch werden unter anderem die technische Bedienung, Wartung der Fahrzeuge, Sicherheitsvorschriften, Unfallverhütung, Rechtsgrundlagen sowie das richtige Verhalten im Betrieb und bei Störungen abgedeckt. Prüfung: Nach Abschluss der Ausbildung müssen die Teilnehmer eine Prüfung bestehen, die sowohl einen theoretischen als auch einen praktischen Teil umfasst, um ihren Fachkenntnisnachweis zu erhalten.

## Nationale Unterschiede
Flurförderscheine gelten nur national und sind zzt. nicht in anderen Ländern gültig. Flurförderscheine z. B. aus Österreich können in Deutschland nicht umgeschrieben werden; und umgekehrt.

### Deutschland
- DGUV Vorschrift 68
- DGUV Grundsatz 308-001

### Schweiz
- Dossier "Stapler" der Suva

### Österreich
- Ausbildungsplan
- Ermächtigte Ausbildungseinrichtung